# Кароль Ольпінський
Кароль Мечислав Ольпінський (пол. Karol Mieczysław Olpiński; 22 жовтня 1876, Львів — 16 квітня 1944, с. Свідер, нині в межах м. Отвоцька) — польський правник, державний і політичний діяч. Перший тернопільський воєвода і суддя Найвищого адміністративного трибуналу часів Другої Польської республіки.

## Життєпис

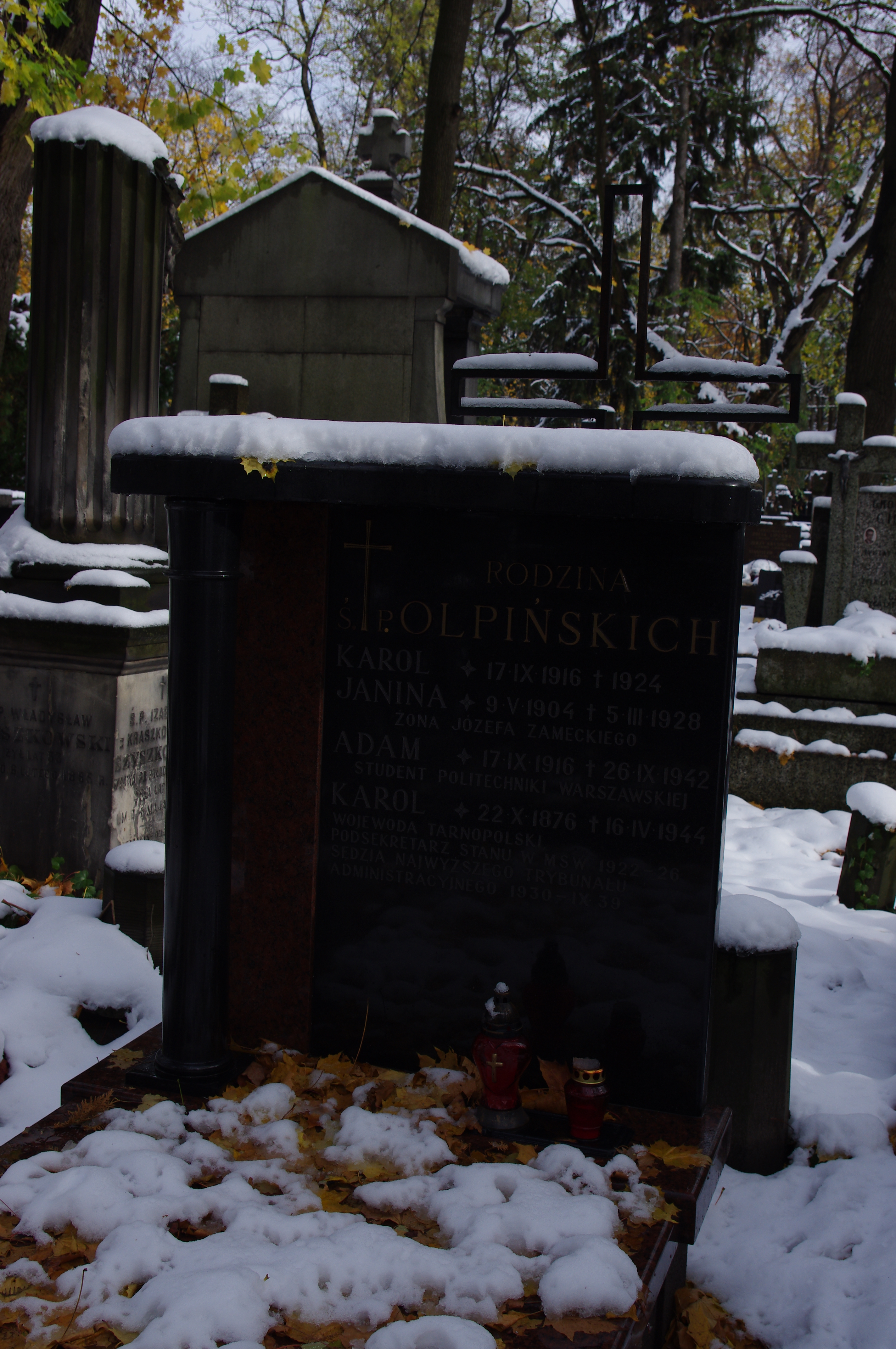
Надгробок К. Ольпінського

Народився 22 жовтня 1876 року у Львові. Його батько Філіп Ґабрієль (1845—1926) був радником Крайового виділу й автором граматики польської мови для учнів народних шкіл. Мати — дружина батька Амалія Франц.
Закінчив гімназію у Львові, 1894 року розпочав навчання на правничому факультеті Львівського університету. Через матеріальну скруту працював урядником Крайового виділу (1896—1897), потім у магістраті Львова (1898—1900). Після завершення навчання 24 червня 1900 року прийнятий на службу в Галицькому намісництві як концептовий практикант. 1901 року скерований до староства в Надвірній, де через кілька років став повітовим комісаром. 1909 року знов почав працювати в Галицькому намісництві як повітовий комісар. 1911-го переведений до президійного бюро (пол. Biuro Prezydialne) як секретар намісництва, 1916 року став заступником начальника, потім — керівником президійного бюро в ранзі радника V-го службового ступеня. Також у цей час тимчасово очолював повітові староства в Гусятині і Снятині. Під час битв за Східну Галичину і оборони Львова був одним з тих, хто зробив значний внесок у функціонування адміністрації Австро-Угорщини.
23 квітня 1921 року призначений першим тернопільським воєводою, а виконувати обов'язки розпочав у Тернополі 1 вересня. До складу воєводста входили 17 найбільш постраждалих від війни повітів. Якомога швидше хотів ввести єдину адміністрацію та убезпечити кордон з більшовиками від контрабанди та незаконного перетину. У цей час тісно співпрацював з командиром дислокованої в Тернополі 12-ї піхотної дивізії генерал-майором Ма́р'яном Янушайтісом. Після більше ніж року роботи прем'єр і міністр внутрішніх справ Владислав Сікорський запропонував його кандидатуру на посаду підсекретаря стану в Міністерстві внутрішніх справ, яку 30 грудня 1922 підписав Президент Станіслав Войцеховський. 25 січня 1923 року В. Сікорський призначив його керівником вищої дисциплінарної комісії, а 5 березня — керівником верифікаційної комісії (обидві при МВС).
Відзначений Кавалерським хрестом Ордена Франца Йозефа (1917), Командорським хрестом Ордену Відродження Польщі (1923), Зіркою Румунської корони (1926).
Помер 16 квітня 1944 року в с. Свідер (пол. Świder), нині в межах м. Отвоцька.

### Сім'я
Дружина — Ванда Дзівінська (пол. Wanda Dziwińska; 1894—1970), донька Пляцида Дзівінського. Мали семеро дітей, з яких до повноліття дожили двоє:
- Тадеуш — інженер-механік,
- Станіслав — лікар, хірург, епідеміолог.